# Krumme Steyrling
 (décembre 2014).
Si vous disposez d'ouvrages ou d'articles de référence ou si vous connaissez des sites web de qualité traitant du thème abordé ici, merci de compléter l'article en donnant les références utiles à sa vérifiabilité et en les liant à la section « Notes et références ».
La Krumme Steyrling est une rivière autrichienne de 28 km de long qui coule dans le land de la Haute-Autriche. Elle est un affluent de la Steyr et donc un sous-affluent du Danube.